# Дел Шеннон
Дел Шеннон (англ. Del Shannon), справжнє ім'я Чарлз Вестовер (англ. Charles Westover; 30 грудня 1934, Куперсвіль, Мічиган, США — 8 лютого 1990, Санта Кларіта, Каліфорнія, США) — американський вокаліст, гітарист, композитор, автор текстів, продюсер.

## Біографія
Ще підлітком Шеннон перебував під сильним впливом легендарного співака кантрі Генка Вільямса, а 1958 року під час військової служби у ФРН він дебютував перед публікою, а також брав участь у радіоревю «Get Up & Go». Хоча Шеннон і захоплювався творчістю Уїлльямса, однак його перший сингл був витриманий суто у стилі поп. Мелодія з цього синглу виникла випадково, під час музичних проб Дела разом клавішником Максом Круком у клубі «Hi-Lo». Результат був дивовижним: пісня «Runaway» потрапила на вершину американського та британського чартів, а пізніше була неодноразово записана іншими виконавцями. У пісні було використано інструмент під назвою музітрон, який сконструював Крук, і який у поєднанні з фальцетом Шеннона дуже ефектно звучав.
Артист здобув великий успіх завдяки композиторському таланту і своєрідному вокалу підлітка. До речі, як з'ясувалось пізніше, він був на п'ять років старшим, ніж вважали, після чого стали побоюватися, чи в змозі Шеннон конкурувати з дійсно молодими виконавцями. Однак його твори про самотність, відчай та розбиті серця прийшлись до вподоби молодим споживачам. Шеннон рідко використовував у своїх піснях таке слово, як «кохання», навіть його безтурботний хіт 1962 року «Swiss Maid» закінчувався трагічно. У наступні три роки артист писав та записував власні твори, які були особливо популярними у Великій Британії, а сингл «She's Gotta Be Mine» завершував серію десяти великих хітів. Також у цей період Дел записав багато хітів, які потрапили до Тор 10, наприклад «Hats Off To Larry» чи «Little Town Flirt». Однак з ростом популярності мерсібіту, сингли Шеннона з'являлись на топ-аркушах тільки час від часу, хоча Шеннон став першим американським виконавцем, який записав власну версію пісні The Beatles «From Me To You».
Надалі виконавець працював дуже інтенсивно і кілька разів потрапляв у топлисти. Наприклад, з власною обробкою «Do You Wanna Dance» Боббі Фрімена чи з «Handy Man» з репертуару Джиммі Джонса. А останнім великим успіхом Шеннона був сингл «Keep Searchin» 1965 року. У шістдесятих та сімдесятих роках Дел часто перебував у Британії, де втішав себе популярністю серед обмеженої кількості дуже відданих прихильників. Мав багато друзів серед зірок шоубізнесу (наприклад, Джеффа Лінна, Тома Петті, Дейва Едмундса), які допомагали йому у періоди депресії, і які намагались врятувати його від алкогольно-наркотичної залежності.
1981 року з'явився альбом Дела під назвою «Drop Down & Get Ме», який продюсував Том Петті. Однак, попри прихильне ставлення критиків до цієї роботи, альбом продавався погано. Але успіх синглу «Sea Of Love» у США викликав нове зацікавлення особою Шеннона серед американської публіки. Хоча артист був добре фінансово забезпечений, проте він регулярно концертував. Під час одного з турів, 8 лютого 1990 року, Дел Шеннон застрелився, перебуваючи у стані божевілля.

## Дискографія
- 1961: Runaway With Del Shannon
- 1963: Hats Off To Del Shannon
- 1963: Little Town Flirt
- 1965: Handy Man
- 1965: Del Shannon Sings Hank Williams
- 1965: 1661 Seconsd Of Del Shannon
- 1966: This Is My Bag
- 1966: Total Commitment
- 1967: The Best Of Del Shannon
- 1968: Further Adventures Of Charles Westover
- 1970: Del Shannon Sings
- 1973: Live In England
- 1973: The Best Of Del Shannon
- 1975: Vintage Years
- 1981: Drop Donw & Get Me
- 1985: Runaway Hits
- 1990: 1 Go To Pieces
- 1991: Rock On
- 1991: Looling Back, His Biggest Hits